# IJmuiden-Noord
IJmuiden-Noord is een wijk in IJmuiden, gelegen in de Nederlandse gemeente Velsen. IJmuiden-Noord sluit aan de noordzijde aan op het Noordzeekanaal. De bebouwing heeft voornamelijk een woonbestemming, waarbij het gedeelte tussen de Kennemerlaan en de Kalverstraat dateert van voor de oorlog. Het overige gedeelte is in de
jaren 1945-1955 tot ontwikkeling gekomen. Volgens het Centraal Bureau voor de Statistiek wonen er ongeveer 9000 mensen in IJmuiden-Noord.

## Stadscentrum
Het gehele stadscentrum van IJmuiden ligt in IJmuiden-Noord. Aan de Lange-Nieuwstraat en aan de Kennermerlaan zijn enkele grote winkelketens gevestigd.
In IJmuiden-Noord ligt het park Stadspark Noord. Het zuidelijke gedeelte ligt in IJmuiden-Zuid.